# Zeuthener See
Zeuthener See eller Zeuthensjön är en sjö sydost om Berlin i Tyskland, belägen vid delstatsgränsen mellan Berlin, på östra sidan, och förorterna Zeuthen och Eichwalde i Brandenburg, på västra sidan.  Sjön har en yta på 2,33 km² och ett maximalt djup på omkring 4,4 m.  I mitten finns en liten holme, Zeuthener Wall. 
Zeuthener See genomflyts av floden Dahme.  Den är navigerbar och trafikeras av flodsjöfarten mellan Berlin och Dahmes övre lopp.

## I fiktion
I skönlitteraturen är sjöns västra strand känd som skådeplatsen för Theodor Fontanes roman Irrungen, Wirrungen (1888), vid den på 1800-talet där belägna anläggningsplatsen och gästgiveriet Hankels Ablage i Zeuthen.